# Iargara
Iargara – miasto (rum. oraș) w południowo-zachodniej Mołdawii w rejonie Leova; liczy 4,8 tys. mieszkańców (1 stycznia 2014).